# Les Bourgeois (album)
Pour les articles homonymes, voir Bourgeois.
Albums de Jacques Brel
Les paumés du petit matin
(1962) Madeleine
(1962)
Singles
1. Madeleine / Bruxelles
Sortie : 12 mars 1962
2. Les Paumés Du Petit Matin / Zangra
Sortie : avril 1962
3. Les Bourgeois / La Statue
Sortie : avril 1962
4. Le Plat Pays
Sortie : 10 septembre 1962
5. Les Bigotes / Les Filles Et Les Chiens
Sortie : décembre 1962

Les Bourgeois est le sixième album studio de Jacques Brel sorti en 1962 et le premier à paraître sous le label Barclay. Sans titre à l'origine, il est désormais identifié par celui de la chanson qui ouvre le disque.

## Autour de l'album
Paru une première fois le 15 mars 1962, il existe deux variantes de la pochette montrant deux photographies différentes de Brel,.
La chanson Zangra, qui relate le destin tragique et dérisoire d'un soldat attendant en vain la gloire, est inspirée du roman Le Désert des Tartares de Dino Buzzati.
Huit chansons de l'album sont également publiés sur le 33 tours 25 cm Madeleine (disque sorti sans titre à l'origine), le 4 avril 1962. La pochette, au recto, montre, hormis le nom de l'artiste et les titres, une photographie de Brel devant un fond rouge et tenant une cigarette de la main gauche.
L'album est réédité en 1966, sous la référence Barclay 90 015 Le plat pays (1).

## Liste des titres
Textes et musiques : Jacques Brel, sauf indication contraire. 
| 1. | Les Bourgeois             | Jean Corti                                 | 2:51 |
| 2. | Les Paumés du petit matin | Jacques Brel, François Rauber              | 4:16 |
| 3. | Le Plat Pays              |                                            | 2:41 |
| 4. | Zangra                    |                                            | 3:17 |
| 5. | Une île                   |                                            | 3:41 |
| 6. | Madeleine                 | Jacques Brel, Gérard Jouannest, Jean Corti | 2:38 |

| 7.  | Bruxelles               | Jacques Brel, Gérard Jouannest | 2:57 |
| 8.  | Chanson sans paroles    | Jacques Brel, François Rauber  | 2:48 |
| 9.  | Les Biches              | Jacques Brel, Gérard Jouannest | 5:00 |
| 10. | Le Caporal Casse-Pompon |                                | 2:36 |
| 11. | La Statue               | Jacques Brel, François Rauber  | 3:16 |
| 12. | Rosa                    |                                | 2:40 |

La réédition CD de 2003 inclut en bonus les titres suivants :
| No  | Titre                                                                                           | Durée |
| --- | ----------------------------------------------------------------------------------------------- | ----- |
| 13. | Il neige sur Liège (1963)                                                                       | 2:54  |
| 14. | Pourquoi faut-il que les hommes s'ennuient ? (extrait du film Un roi sans divertissement, 1963) | 3:31  |

## Musiciens
- Jean Corti : accordéon, bandonéon (piste 12) [6]
- Barthélémy Rosso : guitare (piste 14)[7]

## Production
- Arrangements et direction d'orchestre : François Rauber
- Prise de son : Gerhard Lehner (non crédité), Jacques Lubin (piste 14)[7]
- Crédits visuels : Herman Léonard